# Kuvšinovo
Kuvšinovo (rusky Кувшиново) je město v Tverské oblasti v Ruské federaci. Při sčítání lidu v roce 2010 mělo zhruba deset tisíc obyvatel.

## Poloha
Kuvšinovo leží ve Valdajské vrchovině na Osuze, přítoku Tverci v povodí Volhy. Od Tveru, správního střediska oblasti, je vzdáleno přibližně 130 kilometrů západně.

## Dějiny
První zmínka je z roku 1624, kdy se vesnice nazývá Kamenskoje.
V roce 1829 je postavena papírna, kterou následně v sedmdesátých letech kupuje podnikatel Kuvšinov. Když je následně v roce 1910 otevřena nedaleko papírny železniční stanice na trati z Toržoku, je pojmenována Kuvšinovo.
V roce 1938 se zdejší osídlení stává městem pod jménem Kuvšinovo.